# Microsoft Combat Flight Simulator
Microsoft Combat Flight Simulator（マイクロソフトコンバットフライトシミュレータ）は、Microsoftが開発しているコンバットフライトシミュレーションゲーム。
Microsoft Flight Simulatorがベース。Microsoft Flight Simulatorが旅客機やセスナなどの民間機を操縦するのに対し、こちらは主に第二次世界大戦における航空戦を扱い、戦闘を行う。Microsoft Flight Simulatorと同様にアドオンが豊富である。略称は「CFS」など。

## シリーズ

### Microsoft Combat Flight Simulator
1998年11月13日発売。
ヨーロッパ戦線が舞台。ベースシステムはMicrosoft Flight Simulator 98。インターネットが普及し始めたこともあり、ネット対戦が盛んに行われていた。それまで、レシプロ戦闘機によるネット対戦が可能なゲームは課金制のもの（Air WarriorやWarBirds、Flying Circus）であり、ほとんどが日本語化されていなかったため多くのプレイヤーがこのゲームでレシプロ機の対戦を楽しんだ。

問題点としては、P-51Dが異常に高性能に設定されていたため、ほとんどP-51Dだけでの対戦になってしまっていたこと、撃墜されると上空から再出撃になるため、わざと低高度でやられて上空から襲いかかるといったプレイや最後に1発でも当てたプレイヤーにスコアが加算されるシステムであったため、墜落確実な敵にプレイヤーが群がってしまうなどといったものがあげられる。

さらにチートに対して有効な対策が取れなかったことなどから、後継ソフトの発売に伴い廃れていった。

#### 操縦できる航空機
- ホーカー ハリケーン Mk. I
- スーパーマリン スピットファイア Mk. I
- フォッケウルフ Fw 190A-8
- メッサーシュミット Bf 109E
- スーパーマリン スピットファイア Mk. IX
- メッサーシュミット Bf 109G
- リパブリック P-47D サンダーボルト
- ノースアメリカン P-51D ムスタング

### Microsoft Combat Flight Simulator 2
2000年12月1日発売。
第二次世界大戦時の太平洋戦争が舞台。ベースシステムは前作Combat Flight Simulatorとは異なり次バージョンであるMicrosoft Flight Simulator 2000。大幅なグラフィック向上に加え、太平洋戦争当時の日米の名機7種類が操縦できること。各機体の外観や飛行特性なども忠実に再現されている。戦場となるのはパプアニューギニアやマリアナ諸島、ミッドウェイなど太平洋に浮かぶ島々の上空となる。大きく変わったのは、空爆から船舶爆撃といったミッションの目的から船舶や地上ユニットを含む敵味方の配置、気象状態にいたるまで、様々な要素を設定してオリジナルのミッションが作成できる「ミッションビルダ」が追加されたこと、自由度が高く航空機や兵器の追加も容易なことなどから人気を博した。現在でもファンの根強い支持を得ている。日本側の考証に大日本帝国海軍のエース・パイロットである坂井三郎中尉が起用されたことでも有名。

#### 操縦できる航空機
- 三菱 A6M2 (21 型) 零戦 (零式戦闘機) "ジーク" (旧日本海軍)
- 三菱 A6M5 (52 型) 零戦 (零式戦闘機) "ジーク" (旧日本海軍)
- 川西 N1K2-J 局地戦闘機 紫電改 "ジョージ" (旧日本海軍)
- グラマン F4F-4 ワイルドキャット艦上戦闘機 (米海軍)
- グラマン F6F-3 ヘルキャット艦上戦闘機 (米海軍)
- ロッキード P-38F ライトニング戦闘機 (米陸軍航空軍)
- ボート F4U-1A コルセア戦闘機 (米海軍、米海兵隊)

### Microsoft Combat Flight Simulator 3
2002年12月13日発売。
ヨーロッパ戦線が舞台。ベースシステムは前作Combat Flight Simulator 2と同じくMicrosoft Flight Simulator 2000。前2作とは開発チームが異なり、そのためか異様に重いグラフィックになってしまい、さらには前作までの航空機が追加不可能であること、操作方法が大幅に変更されたこと、多くのバグがあるのに修正が殆どなされなかったことなどから不興を買ってしまった。

#### 操縦できる航空機
- P-51B, D ムスタング
- P-47D, D-25 サンダーボルト
- P-38J, L ライトニング
- B-26C, G マローダー
- P-80A シューティング スター (JET)
- (X) P-55 アセンダー
- タイフーン IB
- テンペスト V
- スピットファイヤ LF Mk. IXC, E
- モスキート B Mk. IV, FB Mk. VI, FB Mk. XVIII
- B-25C, H, J ミッチェル
- デ・ハビランド バンパイヤ F Mk.I (JET)
- メッサーシュミット Bf109G-6, G-10
- フォッケウルフ Fw190A-5, A-8
- ユンカース Ju88A-4, C-6, P-4
- メッサーシュミット Me262A-1a,A-1a/U4, A-2a (JET)
- ドルニエ Do335A-1, B-2 プファイル
- ゴータ Go229 (JET)

## アドオンソフトについて
各社より作品別に専用アドオンソフトが開発され、販売されている。導入することにより、操縦機種やシナリオが増える。

### Microsoft Combat Flight Simulator アドオンソフト
- マイクロソフト コンバットフライトシミュレータ追加データ集（Microsoft）
  - ドイツ戦線シリーズ
    - 　STUKA - 注意：Microsoft Windows 7では、動作不可。
- Combat Pilotシリーズ（イマジニア）
  - Royal Air Force2000
  - Microsoft Combat Flight Simulator 対応追加キット - 当初、下記のセット構成品は別々に販売されていた。
    - ~ヨーロッパの英雄~
    - ゼロ戦航空隊 - 注意:Windows XPでは Autorun (自動実行) ではインストール出来ない問題あり（CD-ROM内の\PCP\Japanese\SETUP.EXEを直接実行することによりインストール可能）。
- 太平洋戦線シリーズ（トワイライト・エクスプレス）
  - 太平洋戦線 - 注意:Microsoft Windows XPでは、機体データをインストール出来ない問題あり（ミッション・シナリオのインストールは可能）。
  - 太平洋戦線2 ラバウル航空戦
  - 太平洋戦線3 真珠湾攻撃
  - 太平洋戦線4 ミッドウェイ海戦
  - 太平洋戦線5 本土防空戦 ~B-29を迎撃せよ~
- 中国ビルマ戦線（トワイライト・エクスプレス） - Wings Over China（Abacus）の日本語版。
- ドイツ第三帝国空軍（トワイライト・エクスプレス） - 注意:Microsoft Windows XPでは、機体データをインストール出来ない問題あり（ミッション・シナリオのインストールは可能）。
- 38度線攻防　朝鮮戦争（トワイライト・エクスプレス）
- 世界の軍用機セレクション（トワイライト・エクスプレス）
- コンバットフライトシミュレータ アドオンシリーズ（旧ペンギンワークス（現エアロシム））
  - 1 ゼロ・ファイター
  - 2 海軍航空隊 Japan Navy Air Group
  - 3 陸軍航空隊 Japan Army Air Group
  - 4 アドリア海の嵐
- 零式艦上戦闘機（旧ペンギンワークス（現エアロシム））
- 航空自衛隊（旧ペンギンワークス（現エアロシム））
- 蒼きウル（GAINAX）
- 蒼きウル コンバットフライトシミュレータ プレーン&ミッションモジュール 2（GAINAX）
- Bihind Enemy Lines（Abacus）
- TUSKEGEE FIGHTERS（Abacus）
- Luftwaffe Collection（The Associates）- 「Luftwaffe」を名乗っていなかったドイツ帝国陸軍航空隊(Deutsches Luftstreitkräfte) や国家人民軍航空軍(Luftstreitkräfte) の機体も収録している。

### Microsoft Combat Flight Simulator 2 アドオンソフト
- 真珠湾攻撃 ワレ奇襲に成功ス（トワイライト・エクスプレス）
- U.S.Navy 緊急発艦（トワイライト・エクスプレス）
- コンバットフライトシミュレータ2 アドオンシリーズ（旧ペンギンワークス（現エアロシム））
  - 1 珊瑚海・雷撃隊
  - 2 海軍迎撃隊
  - 3 太平洋機動部隊 パールハーバー・ミッドウェイ作戦
- 闘いの翼（アルファプロジェクト） - ダウンロード販売版「デジタルプラモデルシリーズ」は、パッケージ版で一括収録していた三機種（飛燕、雷電、彗星）機体データがバラ売りとなっている（同じくパッケージ版に収録していたミッション・シナリオ収録有無は調査中）。公式HP
- MiG-21 Interceptor（Just Flight）
- BATTLE of BRITAIN Memorial Flight（Just Flight）
- The Dam Busters（Just Flight）

### Microsoft Combat Flight Simulator 3 アドオンソフト
- コンバットフライトシミュレータ3 アドオンシリーズ（旧ペンギンワークス（現エアロシム））
  - 1 ZERO
  - 2 陸軍ファイター
- Fire Power for Microsoft Combat Simulator 3 （Tri Synergy）

## Microsoft Combat Flight Simulator 4の可能性
一旦開発が止まってしまったMicrosoft Combat Flight Simulatorであるが、Microsoft Combat Flight Simulator 3の後継としてMicrosoft Combat Flight Simulator 4（CFS4）が計画されているが、まだ開発は始まっていない。マイクロソフトは、CFS4のための3Dプログラマを募集し、2004年にはリリースする予定であったが、現在も開発者は見つからない状態である。
ちなみに、CFS4開発計画の終了および中止（もしくは停止）について、Microsoftによる公式発表は未だ行われていない。

### 公式

#### 日本語
いずれもInternet Archive保管版HP。閲覧の際、画面右下の「Impatient?」をクリック。
- Microsoft Combat Flight Simulator1
- Microsoft Combat Flight Simulator 2
- Microsoft Combat Flight Simulator 3

#### 英語
- Microsoft Combat Flight Simulator[リンク切れ]
- Microsoft Combat Flight Simulator 2[リンク切れ]
- Microsoft Combat Flight Simulator 3[リンク切れ]